# Ameisen-Kalender
Der Ameisen-Kalender  war ein Volkskalender, der von 1838 bis 1942 jährlich in verschiedenen Verlagen erschien. Der Kalender besaß keine Paginierung.

## Geschichte
Im Jahr 1838 erschien der erste von Karl Ferdinand Philippi herausgebrachte „Ameisen-Kalender“ in Grimma, ab 1840 erschien er unter dem Titel „Königlich-Sächsischer concessionirter Ameisen-Kalender“. Der Kalender wurde seinerzeit nach Österreich, Russland, Amerika und sogar nach Australien vertrieben.
Nach dem Tod Philippis erschien der Kalender ab 1855 in Leipzig unter dem Titel „Königlich Sächsischer Ameisen-Kalender“. Die Redaktion übernahm der Schriftsteller und Dichter Theodor Drobisch, Verleger war Friedrich Adolf Geißler.
Ab 1892 nannte sich der Kalender wieder „Ameisen-Kalender“ mit dem Zusatz „Sachsens Haus- und Familienbote“. Verleger waren in Dresden „Püschel“, in Grimma „Verlag Comptoir“, in Leipzig Emil Trachbrodt, in Meißen Schlimpert & Püschel. Der Kalender erschien bis 1942.